# Le Rapport de Brodeck (bande dessinée)
Cet article concerne la bande dessinée. Pour le roman, voir Le Rapport de Brodeck.
Le Rapport de Brodeck est une série de bande dessinée française de Manu Larcenet publiée entre 2015 et 2016 par Dargaud. Il s’agit d’une adaptation en deux tomes du roman éponyme de Philippe Claudel, Le Rapport de Brodeck. Le premier tome a obtenu le prix Landerneau de la BD 2015.

## Description

### Synopsis
Brodeck, récemment libéré d'un camp de concentration, revient dans son village situé près de la frontière allemande. Un soir, il se retrouve par hasard à l’auberge où les habitants sont réunis après le meurtre collectif de l’Anderer (l'autre). Ils le chargent alors d’écrire un « rapport » sur l’Ereignis (l’évènement) afin que « ceux qui [le] liront comprennent et pardonnent » leur geste.

### Personnages
- Brodeck : il vit en marge du village avec sa femme Emélia, sa fille et Fédorine. Son métier est d’écrire des rapports sur l’état de la forêt. Dans les camps, il était appelé le « chien Brodeck ».
- Fédorine : elle a recueilli Brodeck après la destruction de son village lorsqu’il était enfant.
- L’Anderer : les villageois lui ont donné ce surnom qui signifie l’autre. Ils l’appellent aussi die Gewisshor (le savant). Arrivé au village quelques mois après la fin de la guerre, il avait pour habitude d’observer, de prendre des notes mais surtout de dessiner.
- Orschwir : maire du village, sa richesse provient de son élevage de cochons.
- Göbbler : villageois qui menace sans cesse Brodeck.
- Beckenfür : villageois. C’est le premier à avoir vu l’Anderer.
- Maître Knopf : villageois, notaire.
- Schloss : villageois, tient l’auberge.
- Le curé Peiper : prêtre alcoolique qui ne croit plus en Dieu.
- La mère Pitz : surnommée die Fleckarei (l’équerre) du fait de sa posture. Elle dispose d’une grande connaissance de la nature, ce pourquoi Brodeck lui rend parfois visite pour avoir des conseils.
- Marcus Stern : il fut le maître d’école de Brodeck, mais vit maintenant plus loin dans la forêt à une heure de marche. Il possède lui aussi une grande connaissance de la nature.

## Analyse
Un des thèmes majeurs de l’œuvre est la xénophobie. La peur de l’Anderer, ou littéralement de l’autre, est motrice de violences qui conduiront au meurtre. Pourtant, cette peur n’est nourrie que de suppositions : c’est l’attrait que porte l’Anderer au village et ce qui l’entoure qui agace, qui inquiète. Mais plus que tout, c’est sa différence qui insupporte car il est tel un « miroir » dans lequel chacun se voit nu et fait face à sa propre honte. 
Pour Manu Larcenet, il représente l’artiste incompris qui fait face à la foule : « Ce qui m’a vraiment touché, ce n’est pas tant le narrateur que la victime. J’aime beaucoup l’idée d’un artiste qui arrive dans une ville qui n’est pas prête à tendre l’oreille, qui a  d'autres préoccupations et va finir par l’annihiler complètement ».

## Style
L'album est entièrement en noir et blanc et vise un style réaliste, jusque-là inédit pour le dessinateur, qui lui a demandé beaucoup plus d’exigence. Cependant, Manu Larcenet ne délaisse en rien la simplicité et la vivacité de son trait qui devient vecteur de sens et d’émotion : « Avec son style unique où le trait devient chair, où la courbe devient vent et où le point devient émotion, Manu Larcenet s’impose en maître du 9e art ». De ce fait, on y trouve des pages parfois complètement muettes, l'image se substitue souvent au texte sans pour autant nuire à la compréhension de l'œuvre. Manu Larcenet le justifie ainsi : « Quand le mot fait d'emblée une image, il n'est pas nécessaire dans la bande dessinée ».

## Genèse de l'adaptation
C'est la première fois que Manu Larcenet se lance dans l'exercice de l'adaptation. Au fil de sa lecture du roman de Philippe Claudel, il se rend compte du potentiel de l'ouvrage : « Pratiquement à chaque page, je me disais "ça se dessine !" ». Puis il apprend que Stock, l'éditeur du roman, a contacté Dargaud en vue d'une adaptation dessinée du Rapport de Brodeck. Philippe Claudel donne alors son accord à Manu Larcenet sans même connaître le dessinateur, ni son œuvre et lui donne carte blanche : « J'estime que quand je donne une autorisation, l'artiste possède la liberté de faire son œuvre comme il l'entend ».

## Albums
Le Rapport de Brodeck, Dargaud :
1. L’Autre, 10 avril 2015  (ISBN 9782205073850)
2. L’Indicible, 17 juin 2016  (ISBN 9782205075403)

Les albums sont au format à l’italienne, avec un étui à la française.

## Accueil

### Prix et distinctions
- 2015 : Prix Landerneau de la BD pour le premier tome L’Autre.

### Critiques
Le premier tome a reçu un avis globalement positif de la part des médias. France Inter le qualifie de « magistral », Le Figaro rapporte un « coup de maître ».